# Brian Blade

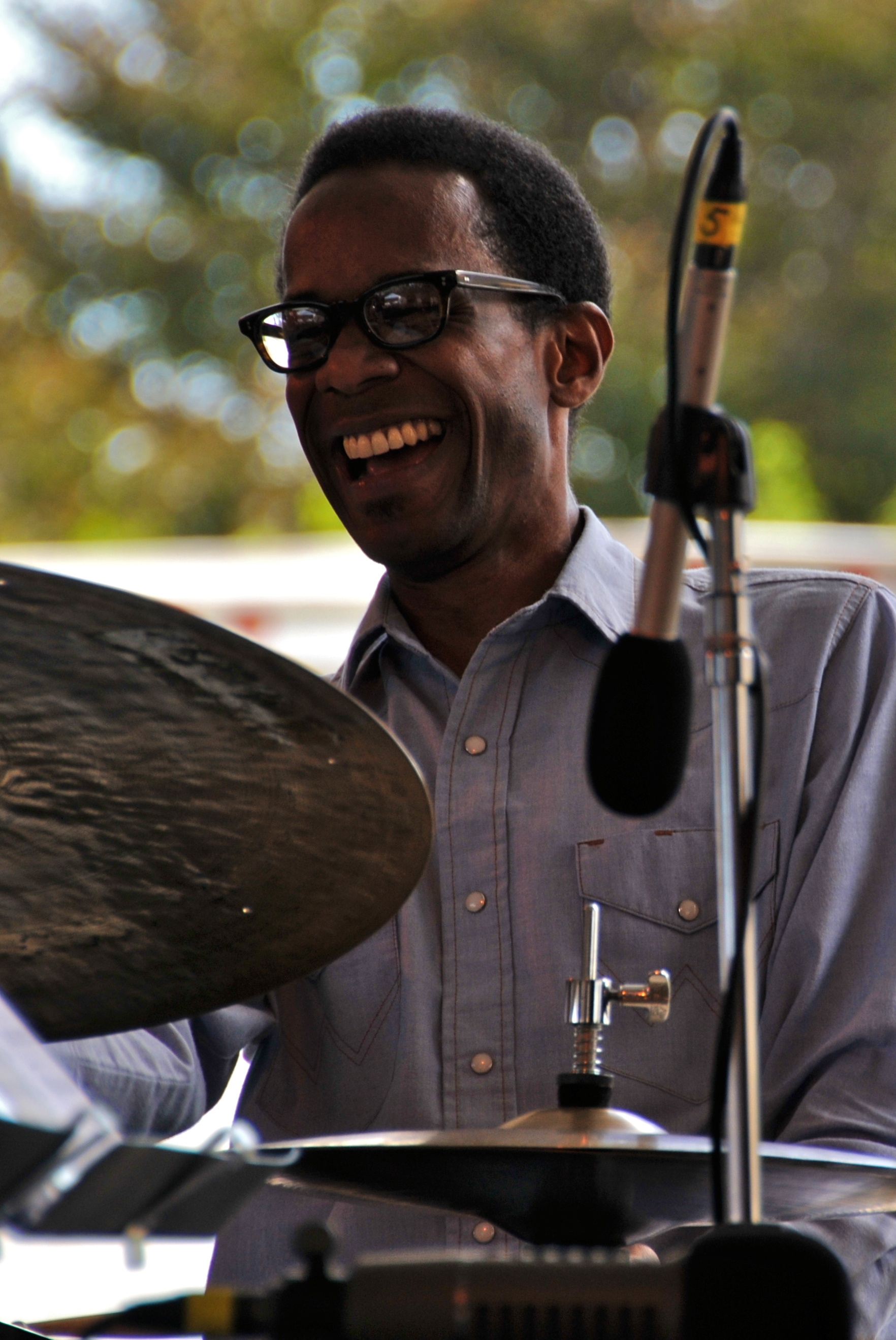
Brian Blade, 2008

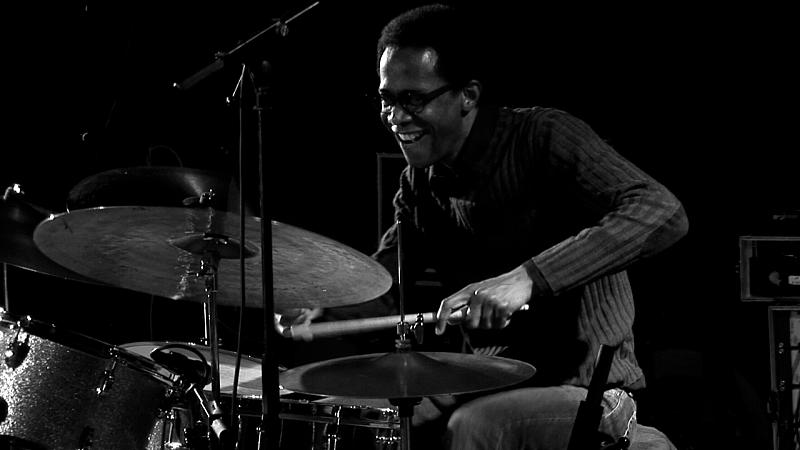
Brian Blade live beim INNtöne Jazzfestival 2006

Brian Blade (* 25. Juli 1970 in Shreveport, Louisiana) ist ein US-amerikanischer Jazz-Schlagzeuger und Komponist.

## Leben und Wirken
Blade ist ein Sohn von Dorothy und Brady Blade Sr., dem Pastor in der Zion Baptist Church in Shreveport, Louisiana, und der Bruder von Brady Blade Jr, dem er als Schlagzeuger in der Kirche seines Vaters nachfolgte. 1988 zog er nach New Orleans, wo er bei dem Schlagzeuger John Vidacovich lernte und zunächst mit Nicholas Payton in Kaffeehäusern spielte. Mit Ellis Marsalis ging er auf Tournee und spielte in England mit Courtney Pine. Dann begleitete er Harry Connick und wurde 1992 von Kenny Garrett zu dessen Album Black Hope geholt. Neben seiner eigenen Band Fellowship, deren Debütalbum 1998 erschien, war er Mitglied im Quartett von Wayne Shorter, in Joshua Redmans Elastic Band und in Directions in Music (ein Projekt um die Musik von Miles Davis und John Coltrane gemeinsam mit Michael Brecker, Herbie Hancock und Roy Hargrove). Weiterhin spielte er unter anderem mit Bill Frisell, im SFJazz Collective, Chick Corea, Norah Jones, Daniel Lanois, Joni Mitchell, Bob Dylan, Emmylou Harris, Marianne Faithfull und Seal. Neben den Fellowship-Alben von 2000 und 2008 produzierte er zusammen mit dem Pianisten der Band Jon Cowherd auch Lizz Wrights erstes Album Salt von 2003. Mit Christian McBride wirkt er außerdem bei Chick Coreas Album Trilogy 3 (2025) mit.
2009 veröffentlichte er mit Mama Rosa sein erstes Album als Singer-Songwriter, auf dem er auch Gitarre spielte und auf fast allen Stücken sang. Daniel Lanois, mit dem Blade seit dem ersten Fellowship-Album, das Lanois produzierte, immer wieder zusammenarbeitete, ermutigte ihn dazu, über die Jahre zu Hause entstandene Aufnahmen als Basis für Mama Rosa zu nutzen. Im gleichen Jahr gründeten sie außerdem die Alternative-Rock-Band Black Dub.

## Preise und Auszeichnungen
2008 wählten die Leser der Zeitschrift Modern Drummer Blade zum besten zeitgenössischen Jazzschlagzeuger, und die US-amerikanische Jazz Journalists Association ernannte ihn 2009 zum Jazzschlagzeuger des Jahres. 2015 gewann er in den Down Beat Kritiker-Polls. 2021 wurde er als Schlagzeuger international mit dem Deutschen Jazzpreis ausgezeichnet.

## Diskografie (Auswahl)
- Brian Blade Fellowship (1998)
- Brian Blade Fellowship: Perceptual (2000) (Daniel Lanois und Joni Mitchell als Gäste)
- Muthspiel, Johnson, Blade: Real Book Stories (2001)
- Muthspiel, Johnson, Blade: Air, Love, Vitamins (2004)
- Brian Blade, Wolfgang Muthspiel: Friendly Travelers (2006)
- Brian Blade & The Fellowship Band: Season of Changes (2008)
- Mama Rosa (2009)
- Brian Blade & the Fellowship Band: Body and Shadow (Blue Note, 2017)
- Joshua Redman, Ron Miles, Scott Colley, Brian Blade Still Dreaming (2018)
- Redman, Mehldau, McBride, Blade LongGone (Nonesuch, 2022)[4]
- Brian Blade Lifecycles Volumes I & II: Now! and Forevermore Honoring Bobby Hutcherson (Stoner Hill Records, 2023)

als Sideman
- Kenny Garrett: Percuance – The Music of John Coltrane (1994)
- Brad Mehldau: Introducing… (1995)
- Joshua Redman: Freedom in the Groove (1996)
- Dianne Reeves: Bridges (1999)
- Rebekka Bakken: Daily Mirror (2000)
- Chris Potter: Gratitude (2000)
- Rick Margitza: Memento (2001)
- Michael Brecker, Herbie Hancock, Roy Hargrove: Directions in Music (2002)
- Charlie Haden: American Dreams (2002)
- Wayne Shorter: Beyond the Sound Barrier (2005)
- Joshua Redman: Momentum (2005)
- John Patitucci: Line by Line (2006)
- Sam Yahel: Truth and Beauty (2007)
- Joachim Kühn & Rolf Kühn: Lifeline (2012)
- Ron Miles: Quiver (2012)
- Chick Corea: Trilogy (2013)
- Dopolarians: The Bond (2021)